# Responsabilità
La responsabilità può essere definita come la "possibilità di prevedere le conseguenze del proprio comportamento e correggere lo stesso sulla base di tale previsione".
Si tratta di un concetto centrale nella filosofia morale, nel diritto,  nella scienza sociale in genere e perfino nel linguaggio aziendale corrente, campi nei quali il termine assume significati specifici.

## Caratteri generali
La responsabilità va tenuta distinta dalla semplice imputabilità, intesa come l'attribuzione di un determinato comportamento ad una determinata persona.
La responsabilità permette una situazione di libertà, in cui la persona può scegliere quale comportamento tenere; se tale scelta non gli fosse possibile, infatti, anche laddove fosse in grado di prevedere le conseguenze delle sue azioni, non potrebbe comunque adottare un diverso comportamento alla luce della sua previsione. D'altra parte, affinché si possa parlare di responsabilità, è necessario che la persona si trovi in una situazione di libertà limitata, in cui i comportamenti che può tenere non sono del tutto indifferenti giacché, altrimenti, non vi sarebbe ragione di scegliere l'uno piuttosto che l'altro sulla base delle conseguenze previste.

## Responsabilità giuridica
Si parla di responsabilità giuridica quando la situazione di libertà limitata deriva da una norma giuridica che impone un dovere giuridico (inteso in senso lato, comprensivo dell'obbligo), ossia di tenere o non tenere un determinato comportamento. Di regola, al comportamento contrario alla norma (illecito) un'altra norma ricollega una sanzione, sicché in ambito giuridico la responsabilità può essere anche definita come il dovere di sottostare alla sanzione.
Come gli ordinamenti giuridici possono avere varie categorie d'illecito, in relazione alla norma violata, al tipo di sanzione che ne consegue o alle modalità per la sua irrogazione, così avranno altrettanti tipi di responsabilità: responsabilità civile, responsabilità penale e così via.

### Criteri di attribuzione della responsabilità
Di solito, negli ordinamenti attuali, affinché sorga il dovere di sottostare alla sanzione è necessario che il comportamento sia volontario e, dunque, che l'autore dell'illecito abbia agito con colpa o dolo: si parla, in questi casi, di responsabilità soggettiva (o colpevole). Non mancano, tuttavia, anche negli ordinamenti attuali, casi di responsabilità oggettiva, in cui cioè il dovere di sottostare alla sanzione sorge a prescindere dalla volontarietà del comportamento.
L'ordinamento può attribuire la responsabilità del comportamento ad un soggetto diverso dalla persona fisica: anche in questo caso la responsabilità deriva pur sempre da un comportamento umano, il quale, però, viene imputato non alla persona fisica che ne ha voluto l'accadimento ma alla persona giuridica per la quale detta persona fisica ha agito.
Normalmente il soggetto sul quale grava la responsabilità è lo stesso che ha commesso l'illecito (responsabilità diretta); vi possono, però, essere casi in cui l'ordinamento ritiene un soggetto responsabile per l'illecito commesso da un altro, in virtù di una certa relazione intercorrente tra i due: si parla, allora, di responsabilità indiretta. Una specie di responsabilità indiretta è la responsabilità collettiva, che si ha quando tutti i membri di una collettività sono ritenuti responsabili per l'illecito commesso da uno o alcuni di loro; tipica degli ordinamenti primitivi, sopravvive nel diritto internazionale (si pensi alla guerra o alla rappresaglia).

### Responsabilità patrimoniale
La responsabilità patrimoniale è la posizione di soggezione del debitore al diritto potestativo del creditore di aggredire il suo patrimonio con un'azione esecutiva in caso di inadempimento del debito, ossia di conseguire l'utilità economica che sarebbe derivata dalla prestazione non eseguita facendo vendere coattivamente i beni che lo compongono e conseguendo le somme così ricavate, fino all'entità del credito.
In relazione alle società si parla di responsabilità limitata per significare che il creditore della società non può aggredire il patrimonio del socio, in quanto la società gode di autonomia patrimoniale perfetta (come avviene nelle società di capitali, di cui, in vari ordinamenti, incluso quello italiano, un tipo è proprio denominato società a responsabilità limitata) o il socio non risponde dei debiti sociali (come avviene per i soci accomandanti nella società in accomandita, presente in vari ordinamenti, tra cui quello italiano).

## Responsabilità morale
Come si parla di responsabilità giuridica in relazione ad un dovere giuridico, che ha come referente una norma giuridica, così si può parlare di responsabilità morale in relazione ad un dovere morale (o etico), che ha come referente una norma morale. Peraltro, a differenza del dovere giuridico, la violazione del dovere morale non dà luogo alla necessaria applicazione di una sanzione; può dare luogo ad una sanzione sociale, anche molto pesante (si pensi all'emarginazione dalla comunità di appartenenza), ma si tratta pur sempre di una reazione non istituzionalizzata.
Max Weber distingue l'etica della convinzione (o dell'intenzione o dei principi, in tedesco Gesinnungsethik), di chi agisce seguendo principi che ritiene giusti in sé, a prescindere dalle loro conseguenze, dall'etica della responsabilità (in tedesco Verantwortungsethik), di chi agisce tenendo conto delle conseguenze prevedibili delle sue scelte e dei suoi comportamenti. Come scrive Norberto Bobbio, "Di questi due universi etici sono rappresentanti due personaggi diversi che agiscono nel mondo su vie destinate quasi sempre a non incontrarsi: da un lato l'uomo di fede, il profeta, il pedagogo, il saggio che guarda alla città celeste, dall'altro l'uomo di stato, il condottiero di uomini, il creatore della città terrena. Ciò che conta per il primo è la purezza delle intenzioni e la coerenza dell'azione all'intenzione, per il secondo la certezza e la fecondità del risultato".

## Responsabilità politica
Si parla di responsabilità politica quando i soggetti detentori di potere politico possono essere sottoposti al giudizio circa l'uso che ne hanno fatto, potendo anche perderlo o vederlo diminuito a seguito di tale giudizio. Vezio Crisafulli la definisce come "sottoposizione dei soggetti politici alla critica".

### Responsabilità politica istituzionale e diffusa
Si suole distinguere la responsabilità politica in istituzionale e diffusa. La responsabilità politica istituzionale è fatta valere dal soggetto istituzionale che, a seguito del giudizio negativo sull'uso del potere politico da parte del soggetto che ne è investito, ha il potere giuridico di rimuovere quest'ultimo dall'ufficio. L'esempio classico è rappresentato dalla responsabilità del governo verso il parlamento nei sistemi parlamentari, dove il secondo, votando una mozione di sfiducia nei confronti del primo, può determinare la rimozione dall'ufficio dei suoi membri.
La responsabilità politica diffusa è, invece, fatta valere da tutti coloro che nella collettività possono determinare un mutamento dell'equilibrio politico in senso sfavorevole al soggetto che lotta per il potere politico, a seguito di un giudizio negativo sull'uso che di tale potere ha fatto. A differenza della responsabilità politica istituzionale, quella diffusa non viene fatta valere attraverso un procedimento, ma è libera nelle forme. Esempio classico di responsabilità politica diffusa è quella dell'eletto nei confronti degli elettori: un giudizio negativo sull'operato del primo lo sottopone a critiche e gli fa perdere consenso tra i secondi, fino a pregiudicare la sua possibilità di rielezione.

### Responsabilità politica e giuridica
Una diffusa posizione dottrinale esclude che la responsabilità politica possa essere considerata una specie di responsabilità giuridica. Se è vero, infatti, che il diritto predetermina i soggetti e, a volte, anche gli strumenti attraverso i quali la responsabilità politica può essere fatta valere, è altrettanto vero che manca quel rapporto diretto tra fatto da cui scaturisce la responsabilità e sanzione, tipico della responsabilità giuridica: ben può accadere che, pur in presenza delle medesime circostanze, la responsabilità politica si manifesti in modo diverso, in funzione delle numerose e mutevoli variabili delle vicende politiche.
G. U. Rescigno nota che "il funzionario [burocratico] non risponde politicamente appunto perché egli persegue fini che gli sono assegnati dal diritto, e comunque da altri. Il politico risponde politicamente ... appunto perché il suo compito non è quello di eseguire puramente e semplicemente le leggi, ma al contrario è quello di scegliere per conto di tutti i fini da perseguire e i mezzi da utilizzare".

## Responsabilità nell'organizzazione aziendale
Qualsiasi posizione nella struttura organizzativa di un'azienda comporta il dovere e, quindi, la responsabilità di tenere determinati comportamenti organizzativi o conseguire determinati risultati. Per certe posizioni, però, la responsabilità riguarda comportamenti che devono essere tenuti o risultati che devono essere conseguiti da un gruppo di persone, quali i componenti di un'unità organizzativa, gli organi coinvolti in un processo aziendale ecc. In questi casi si suol dire che chi ricopre la posizione ha la responsabilità o è responsabile dell'unità organizzativa, del processo ecc. Tale responsabilità, secondo un principio enunciato da Henri Fayol, non può essere disgiunta dalla necessaria autorità sulle persone del cui operato si risponde, sicché l'una implica l'altra; responsabile è, dunque, chi ha un ruolo di comando (non necessariamente manageriale).